# Will Grayson, Will Grayson
Will Grayson, Will Grayson (på svenska Den andre Will Grayson) är en ungdomsbok av de amerikanska författarna John Green och David Levithan. Den gavs ut den 6 april 2010 i USA och den 21 mars 2011 i Sverige.
Bokens berättelse fördelas jämnt mellan två killar som båda heter Will Grayson. John Green har författat de udda numrerade kapitlen, medan Levithan skrivit de jämna kapitlen. Tillsammans hade de två författarna endast bestämt att de två protagonisterna skulle mötas och att detta möte skulle spela stor roll i deras respektive liv.
De kapitel som handlar om Levithans Will Grayson är skrivna i gemener, små bokstäver, precis som ett SMS eller chattmeddelande. Levithan förklarar att detta är ett medvetet val eftersom "Min Wills är social och umgås med andra online. När Will tvingas interagera med människor i verkliga livet ser han detta som ett slags live version av en chatt. Han känner sig som en små bokstäver-person."
Levithan har uppgett att han velat skriva en bok om två karaktärer med samma namn sedan han själv gick på college och ofta blandades ihop med en annan student, David Leventhal.

## Handling
En kall natt, på det mest osannolika hörn av Chicago, korsar tonåringen Will Grayson bana med... Will Grayson! Två tonåringar med samma namn som lever i två mycket olika cirklar finner plötsligt att sina liv går i nya och oväntade riktningar. Går de samman för att producera den mest fantastiska musikal någonsin setts på skolscenen.